# Gabriele Doblhammer
Gabriele Doblhammer, geb. Gabriele Reiter (* 5. Dezember 1963 in Wels, Österreich) ist eine österreichische Sozialwissenschaftlerin mit Fachgebiet Demografie. Seit 2004 ist sie Professorin für Methoden der Empirischen Sozialforschung und Demografie an der Universität Rostock.

## Leben
Doblhammer studierte von 1982 bis 1988 Statistik an der Universität Wien und schloss dieses mit einem M. A. ab. 1989 machte sie ihr Scholar am Institute for Advanced Studies in Wien.
1989–1992 war Doblhammer Statistikerin bei ACNielsen, Marketing Research Company in Wien. Es folgte in den Jahren 1992–1994 eine Anstellung als Junior Professional Officer beim United Nations Centre for Human Settlements in Nairobi (Kenia). Anschließend ging sie 1995–1996 als Gastwissenschaftlerin an das International Institute for Applied Systems Analysis, Population Department in Laxenburg. Daraufhin war Doblhammer von 1995 bis 1998 als wissenschaftliche Mitarbeiterin am Institut für Demographie der Akademie der Wissenschaften in Wien tätig, parallel dazu von 1996 bis 1997 ebenfalls als wissenschaftliche Mitarbeiterin am Institut für Familienforschung in Wien.
Ihre Promotion zum Dr. rer. soc. oec. an der Universität trug den Titel „Socioeconomic differentials in Austrian adult mortality“. Danach wechselte Doblhammer nach Deutschland, 1997–2004 war sie wissenschaftliche Mitarbeiterin am Max Planck Institute for Demographic Research, Dept. Survival and Longevity in Rostock.
2002 ging Doblhammer als Visiting Associate Professor an das Stanford Institute for Public Policy der Duke University (North Carolina, USA). Doblhammer habilitierte sich 2004 im Fachbereich Demografie zum Dr. rer. soc. oec. habil. an der Universität Wien. Der Titel der Arbeit war „The Late Life Legacy of Very Early Life“. Seit 2004 ist sie Professorin für Methoden der Empirischen Sozialforschung und Demographie an der Universität Rostock. 2017 wurde sie als korrespondierendes Mitglied in die Österreichische Akademie der Wissenschaften gewählt.
Derzeitige Forschungsschwerpunkte sind: Gesundheit, Langlebigkeit und Lebensqualität alter Menschen, Frühe Lebensumstände und Langlebigkeit, Reproduktion und Langlebigkeit, Soziale Ungleichheit in Morbidität und Mortalität, Gesundheitswesen im Demografischen Wandel, Trends und Muster in der Gesundheit der älteren Bevölkerung, Kognitive Funktionsfähigkeit und neurodegenerative Erkrankungen, Pflegebedarf und Pflegebedarfprojektionen, Gesundheit von Migranten.

## Weitere Funktionen
- seit 2000 Mitherausgeberin der Zeitschrift „Demographic Research“
- seit 2004 Gründungsmitglied des wissenschaftlichen Beirates der European Doctoral School of Demography (EDSD)
- seit 2006 Geschäftsführende Direktorin des Rostocker Zentrums zur Erforschung des Demografischen Wandels
- seit 2006 Leiterin der Forschungsgruppe „Regionale und Lokale Bevölkerungsprognosen und Planung“ am Rostocker Zentrums zur Erforschung des Demografischen Wandels
- seit 2006 Herausgeberin des Infoletters „Demografische Forschung aus Erster Hand“
- seit 2007 Herausgeberin „Konsequenzen des Demografischen Wandels“ VS Verlag für Sozialwissenschaften, Wiesbaden
- seit 2009 Leiterin des Nationalen Demenzregisters Deutschland am Deutschen Zentrum für Neurodegenerative Erkrankungen, Bonn[2]
- seit 2016 Präsidentin der Deutschen Gesellschaft für Demographie[3]

## Publikationen (Auswahl)
- G. Doblhammer: The Late Life Legacy of Very Early Life. Springer Verlag, 2004.
- G. Doblhammer, J. W. Vaupel: Life span depends on month of birth. In: Proceedings of the National Academy of Sciences. Band 98, 2001, S. 5, 2934–2939.
- G. Doblhammer, J. Kytir: Compression or expansion of morbidity? Trends in Healthy-Life Expectancy of the Elderly Austrian population between 1978 and 1998. In: Social Science and Medicine. Band 52, 2001, S. 385–391.
- G. Doblhammer: Reproductive History and Mortality Later in Life: A Comparative Study of England and Wales and Austria. In: Population Studies. Band 54, Nr. 2, 2000, S. 169–176.
- G. Doblhammer, J. Oeppen: The Effect of Frailty and Mortality Selection on the Relationship between Reproduction and Lonegevity: Evidence from the British Peerage. In: Proceedings of the Royal Society, Series B Biological Series. Band 270, 2003, S. 1541–1547.
- K. Christensen, G. Doblhammer, R. Rau, J. W. Vaupel: Ageing populations: the challenges ahead. In: Lancet. Band 374, 2009, S. 1196–208.
- G. Doblhammer, G. J. van den Berg, L. H. Lumey: Long-term Effects of Famine on Life Expectancy: A Re-analysis of the Great Finnish Famine of 1866–1868. IZA Discussion Paper No. 5534, Februar 2011.
- G. Doblhammer, D. Kreft: Länger leben, länger leiden? Trends in der Lebenserwartung und Gesundheit. In: Bundesgesundheitsblatt. Band 54, 2011, S. 907–914. doi:10.1007/s00103-011-1315-0
- D. Kreft, G. Doblhammer: Contextual and individual determinants of health among Aussiedler and native Germans. In: Health & Place. Band 18, Nr. 5, 2012, S. 1046–1055. doi:10.1016/j.healthplace.2012.05.008
- G. Doblhammer, D. Kreft, A. Dethloff: Gewonnene Lebensjahre. Langfristige Trends der Sterblichkeit nach Todesursachen in Deutschland und im internationalen Vergleich. In: Bundesgesundheitsblatt. Band 55, 2012, S. 448–458. doi:10.1007/s00103-012-1455-x